# Monochrome Effect
Singles de Perfume (groupe)
Sweet Donuts
(2003) Vitamin Drop
(2004)
Monochrome Effect (モノクロームエフェクト) est le 4e single du groupe de J-pop Perfume.

## Membres
- Yuka Kashino (樫野 有香?)
- Ayaka Nishiwaki (西脇 綾香?)
- Ayano Ōmoto (大本 彩乃?)

## Pistes
Toutes les paroles sont écrites par Kinoko, toute la musique est composée par Yasutaka Nakata.
| No | Titre                                      | Durée |
| -- | ------------------------------------------ | ----- |
| 1. | Monochrome Effect (モノクロームエフェクト) |       |
| 2. | Elevator (エレベーター)                    |       |
| 3. | Oishii Recipe (おいしいレシピ)             |       |